# Mamadou Maribatrou Diaby
Pour les articles homonymes, voir Diaby.
Mamadou Maribatrou Diaby est un homme politique malien né en 1942 à Kiban (cercle de Banamba, Mali) et mort le 28 avril 2006 à Paris,.
En 1992, il se présente à l'élection présidentielle, première élection pluraliste, et obtient 2,16 % des voix.
En 1997, alors que l’ensemble de l’opposition réunie dans le Collectif des partis de l'opposition (COPPO) boycotte l’élection présidentielle, il se présente face au président sortant Alpha Oumar Konaré et obtient 4,10 % des voix.
En 2002, il est de nouveau candidat à l’élection présidentielle et arrive en dix-huitième position (sur vingt-deux candidats) au premier tour.
Mamadou Maribatrou Diaby est décédé le 28 avril 2006 à Paris où il avait été évacué à cause de problèmes de santé.